# Лютидол
Лю̀ти дол е село в Северозападна България, община Мездра, област Враца.

## География
Село Люти дол се намира на около 20 km юг-югоизточно от областния център Враца, около 9 km юг-югозападно от общинския център Мездра и около 20 km север-северозападно от Ботевград. Разположено е северозападно от предбалканския планински рид Гола глава, по спускащите се на север разклонения на Ржана планина – част от Западна Стара планина – между долините на Малката река (десен приток на Искър) и на Клисурската река (ляв приток на Малката река). Надморската височина в Люти дол при сградата на пощенската станция край Клисурската река в западната част на селото е около 396 m, при църквата в гробищата на селото е около 440 m, а в долината на Малката река в източната част на селото намалява до около 370 m.
През източния край на селото минава в направление север – юг първокласният републикански път I-1 (част от Европейски път Е79), а през централната част минава също в направление север – юг третокласният републикански път III-161.
Землището на село Люти дол граничи със землищата на: село Ребърково на северозапад и север; село Типченица на изток; село Липница на югоизток; село Новачене на юг; село Рашково на юг; село Лютиброд на запад.
Населението на село Лютидол, наброявало 1359 души при преброяването към 1934 г., намалява до 514 към 1985 г. и 171 (по текущата демографска статистика за населението) към 2020 г.
При преброяването на населението към 1 февруари 2011 г., от обща численост 255 лица, за 251 лица е посочена българска етническа принадлежност.

## История
Смята се, че в землището на Люти дол е имало селище още преди н.е. В по-късен етап тези земи са населявани от трибалите, а след това-кутригурите. Първият писмен източник, където е споменато селото, са турски регистри от 1515 г., в които „Люти дол-тимар на местния владетел Пири; част от Врачанската кааза, включена в Никополския санджак.“

## Население
Преброяване на населението през 2011 г.
Численост и дял на етническите групи според преброяването на населението през 2011 г.:
|                     | Численост | Дял (в %) |
| Общо                | 355       | 100,00    |
| Българи             | 334       | 94,08     |
| Турци               | 0         | 0,00      |
| Цигани              | 3         | 0,84      |
| Други               | 0         | 0,00      |
| Не се самоопределят | 0         | 0,00      |
| Неотговорили        | 5         | 1,40      |

## Културни и природни забележителности
Намира се в карстов район с множество пещери и извори

## Редовни събития
Събор, Задушница

Събора на селото е около Архангеловден
В околностите на Люти дол има местност – ливади и гори, която се нарича „Мъртвите ливади“ и друга – „Селището“ – там, дето се намирало някога старото село Лаката. Тези имена са останали в народната памет като тъжен белег за нещастието, сполетяло хората от това село много отдавна.